# Stig Andersson (fotbollsspelare född 1925)
Stig Evert Gunnar Andersson, född 10 oktober 1925 i Backa församling, död 20 april 2005 i Uddevalla, var en svensk fotbollsspelare som representerade Gais i allsvenskan åren 1947–1954 och var med och vann SM-guld med klubben 1954. Han tilldelades guldmedaljen trots att han mitt under säsongen 1953/1954 lämnade Gais för IK Oddevold.

## Karriär
Andersson kom som vänsterinner till Gais från Hisingstads IS i division III vintern 1946/1947, och debuterade för klubben säsongen 1947/1948. Hans teknik, passningsskicklighet och strategiska blick gjorde att han blev den speldirigent som Gais länge hade saknat. Säsongen 1951/1952 flyttades han ner på vänsterhalven, även det med gott resultat, då han under säsongen togs ut till spel i både A- och B-landslaget. Under vinteruppehållet av Gais blivande guldsäsong 1953/1954 lockades han av Gustaf B. Thordén till storsatsande Uddevallaklubben IK Oddevold, då i division III. Trots att han inte var med under säsongsavslutningen tilldelades han guldmedaljen, då han hade spelat fler matcher än sin ersättare Arne Lund (13 mot 9). Han var den förste av flera gaisare som lockades över till Oddevold; även Ingemar Eriksson och Sanny Jacobsson gick till Uddevallaklubben hösten därpå.
Andersson spelade sammanlagt 142 matcher för Gais och gjorde 21 mål. För Oddevold blev det totalt 93 matcher och tio mål åren 1954–1958, och 13 ytterligare matcher 1964.

### I landslaget
Andersson spelade tre A-landskamper för Sverige mellan 1951 och 1953. Han spelade även sex B-landskamper 1947–1953.

## Familj
Senare Gaisspelaren Gunder Högström är kusinbarn till Andersson.[källa behövs]